# Escut de Nova Guinea Neerlandesa
L' escut d'armes de Nova Guinea Neerlandesa va ser un dels diversos símbols nacionals escollits pel Consell de Nova Guinea, l'òrgan representatiu papú, el 1961. Tanmateix, l'escut no es va registrar al manifest del Comitè Nacional d'octubre de 1961, a diferència de la bandera i l'himne. El disseny de l'escut incorporava la nova bandera: la bandera de l'estel del matí. L'escut està recolzat per dos ocells del paradís petits (Paradisaea minor) i envoltat per una garlanda de flors locals i un papir amb el lema «Setia, Djudjur, Mesra» ("Lleial, Honesta, Afectuosa").